# Matylda Buczko
Matylda Buczko es una actriz australiana, más conocida por interpretar a Nikki Bailey en la serie australiana, Ciencia Traviesa.

## Biografía
Es muy buena amiga de Luke Mitchell y Rebecca Breeds, quienes interpretan a Romeo Smith y Ruby Buckton en Home and Away. Matylda y Luke tienen al mismo agente.

## Carrera
Matylda ha aparecido en varias series y comerciales. 
En 1996 obtuvo el pequeño papel de la hermana de Jonah en la película de crimen Halifax f.p: Sweet Dreams dos años después participó en Halifax f.p: Afraid of the Dark ahora interpretando el papel de la joven Jane Halifax; la actriz Rebecca Gibney interpretó el papel de Jane de adulta.
En el 2003 interpretó a Dorothèe Doutey durante cinco episodios de la segunda temporada de la serie familiar The Saddle Club. Al inicio Dorothèe parece ser una joven de 17 años insensible y cruel, pero en realidad es una joven compasiva y cálida, quien después de regresar de Francia en donde participó en el Campeonato Nacional Juvenil, donde después de hacer que su caballo se esforzara al máximo ocasionó que Dorothèe se cayera durante la competencia, lo que la dejó con una cojera. Este incidente la dejó traumatizada y por eso es mandada a Pine Hollow para recuperarse.
En el 2009 apareció en otra serie familiar llamada Fergus McPhail donde interpretó a Tracey Dee.
Entre el 2005 y el 2006 se unió al elenco de la serie Ciencia Traviesa donde interpretó a Nikki Bailey, la hermana melliza de Jack e interés romántico de Toby Johnson. También participó en las películas cortas y cómicas Happy Saunders y Human Lie Detector.
En el 2008 participó en un episodio de la serie de crimen, drama y misterio Underbelly donde dio vida a Lola Sinclair, un año después en el 2009 participó en la serie City Homicide donde interpretó a Erika Olssen.
En el 2010 se unió como personaje recurrente al elenco de la aclamada serie australiana Home and Away, donde interpretó a la surfista buscapleitos Mink Carpenter, la misteriosa hermana mayor de Romeo Smith; poco después de su llegada se descubrió que Mink había pasado tiempo en la cárcel por haber "matado" a su padre, quien borracho estaba a punto de matar a Romeo; sin embargo luego se reveló que en realidad su madre Jill era quien había matado a su padrastro y Mink se había echado la culpa del asesinato. En octubre del 2011 se anunció que Matylda regresará a la serie el 4 de noviembre del mismo año.

## Filmografía
Series
| Año         | Serie           | Personaje                        | Notas                                      |
| ----------- | --------------- | -------------------------------- | ------------------------------------------ |
| 2010, 2011  | Home and Away   | Mink Carpenter                   | 20 episodios                               |
| 2009        | City Homicide   | Erika Olssen                     | episodio "Time of Your Life"               |
| 2008        | Underbelly      | Lola Sinclair                    | episodio "Luv U 4 Ever"                    |
| 2005 - 2006 | Wicked Science  | Nikki Bailey                     | 26 episodios                               |
| 1998 - 2004 | Blue Heelers    | Fern Thompson - Caitlin Mitchell | 2 episodios: "Away Games" e "Intervention" |
| 2004        | Fergus McPhail  | Tracey Dee                       | 2 episodios: "In a Jam" & "Goosebumps"     |
| 2003        | The Saddle Club | Dorothée Doutey                  | 5 episodios                                |

Películas
| Año  | Título                          | Personaje        | Notas                                             |
| ---- | ------------------------------- | ---------------- | ------------------------------------------------- |
| 2011 | Hannah and the Hasbian          | Breigh           | junto a Mahalia Brown & Emily O'Brien-Brown       |
| 2007 | Happy Sundaes                   | Ashley           | corto - junto a Nicholas Colla & Michael Harrison |
| 2006 | Human Lie Detector              | Hija de Trevor   | corto - junto a Gerard Kennedy & Josh Lawson      |
| 1998 | Halifax f.p: Afraid of the Dark | Joven Jane       | junto a Rebecca Gibney                            |
| 1996 | Halifax f.p: Sweet Dreams       | Hermana de Jonah | junto a Rebecca Gibney                            |